# Кесем (печера)
Кесем (івр. קסם) — печера в Ізраїлі. Розташована біля Рош-га-Аїна, за 12 км на схід від Тель-Авіва.
Печеру виявлено в жовтні 2000 року, коли під час будівництва дороги зруйнувалось склепіння її стелі. У 2001 році в печері проведено екстрені розкопки. Надалі печеру огороджено, вона охороняється державою, розкопки в ній тривають.
Відкладення печери складаються з двох шарів, сягаючи завтовшки 7,5 метра. У великій кількості знайдено кременеві знаряддя (сокири, скребла, ножі). У печері виявлено сліди регулярного використання вогню: безліч обпалених роздроблених кісток тварин. Виявлено кістки лані (73—76 % знайдених зразків), зубра, коня, дикої свині, дикої кози, козулі, дикого осла, благородного оленя, черепахи і носорога. На відміну від стоянки ашельської культури поблизу моста дочок Якова, в Кесем не виявлено решток слонів. Знахідки належать до ашельско-ябрудського культурного комплексу. З 80 тис. зразків кісток до тих чи інших видів вдалося віднести близько 8,5 %, серед яких переважали рештки іранської лані (Dama cf. Mesopotamica). До печери мисливці приносили лише голови й кінцівки добутих тварин, іншу частину туші розділяли на місці вполювання тварин. Вивчивши пошкодження довгих кісток, вчені припустили, що мешканці печери харчувалися не тільки м'ясом, а й могли зберігати і пізніше харчуватися кістковим мозком і кістковим жиром ланей. Сліди різальних знарядь на п'ясткових кістках і кістках плесна відрізняються від тих, що залишаються за спроби зняти свіжу шкіру з кістки. Кістковий мозок діставали гострим предметом, що має площину, майже паралельну нахилу кістки. Зберігати кістки разом зі шкірою мешканці печери могли протягом 9 тижнів, отже вони менш залежали від щоденного полювання. Можливо, зникнення слонів змусило людей шукати інші джерела їжі, а також думати про її збереження. У найдавніших відкладеннях, коли в печері жили Homo erectus, виявили десятки й сотні фрагментів черепашачих панцирів і кісток зі слідами термічної обробки і подряпаними різними ашельськими знаряддями праці. Це свідчить про те, що мешканці печери регулярно ловили і їли черепах, поєднуючи їхнє м'ясо з рослинною їжею і м'ясом парнокопитних, що підтверджує ізотопний склад їхніх зубів. Можливо, тут проходив шлях розселення архаїчних людей з Африки по всьому Леванту. Для дроблення трубчастих кісток використовували доломітові кулі масою до кілограма — на них виявили залишки тваринного жиру і кісткової тканини.
За даними уран-торієвого датування, печеру заселено ще до 382 000 років тому (від 420 тис. до 360 тис. років тому). Печеру покинуто до 152 000 років, можливо, невдовзі після 207 000 років тому.
У печері знайдено кілька постійних і молочних зубів людини. Ці зуби (середньо плейстоценового віку) є давнішими, ніж більша частина знахідок гомінідів у Південно-Західній Азії. Три постійних нижніх зуби (C1-P4) знайдено в нижньому шарі. У цих зубів невеликі коронки, але корені зубів довгі й масивні. Три ізольованих постійних верхніх зуби (різець, ікло і третій моляр) і два ізольованих молочних зуби, знайдені у верхньому шарі, значно більші й мають деякі риси, які зближують їх із зубами гомінідів групи Схул-Кафзех. Археологи з Тель-Авівського університету вважають, що ці зуби є найдавнішими рештками виду Homo sapiens, проте деякі риси зубів з Кесем можуть бути подібними з рисами зубів неандертальців. Це радше предки близькосхідних гомінідів групи Схул-Кафзех.
Свідчення неодноразового використання вогню людиною в печері Кесем протягом тривалого часу також належать до найдавніших. Значна кількість обпалених кісток і помірно нагрітих земляних мас дозволяє припустити, що біля вогню проводився забій худоби і її переробка.